# Breguet Deux-Ponts
Breguet Deux-Ponts var ett passagerarflygplan från Société des Ateliers d'Aviation Louis Breguet, mer känt som Breguet. Detta flygplan var ett 4-motorigt propellerplan med kolvmotorer som hade två våningar med passagerare och var Europas första dubbeldäckare, byggdes i 20 exemplar och flög första gången 15 februari 1949.

## Design och utveckling
Breguet började designarbeta på Breguet 761 dubbeldäcksflygplan redan före slutet av andra världskriget, 1944. Det beslöts att ett flygplan för medeldistans med sittplatser för över 100 passagerare skulle byggas. Den planerade konstruktionen använder lättillgängliga motorer i syfte att underlätta tillverkningen och ett tidigt första flygdatum. Designen var känd som Projekt 76-1. Flygplanet var avsett att inte vara den första franska efterkrigstypen att flyga, en ära som i stället föll till Sud-Est Languedoc, en civiliserad Bloch MB161. Prototypen Br.761, F-WASK, flög först vid Villacoublay den 15 februari 1949. Flygplanstypens karriär var olycksfri.

### Militär användning
Den militära versionen hette Breguet Sahara. Typen användes flitigt av Air France bland annat i evakueringen från Algeriet av franska medborgare, under senare delen av sin karriär användes den som fraktflygplan åt både militären och flygbolag. 
I oktober 1955 meddelades en beställning på 30 stycken Breguet Br.765 Sahara-flygplan till Frankrikes flygvapen. Denna beställning avbröts i slutet av året, men byggandet på fyra flygplan var så långt avancerat att de var färdiga. Dessa gick in i service med 64 Escadre de Transport. Det franska flygvapnet förvärvade de tre förproducerade Br.761S-flygplanen, dessa och de sex Sahara-flygplan som förvärvades från Air France gav det franska flygvapnet en värdefull transportflotta för att flytta personal och material till Stillahavsområdet. Saharaflottan avbröts 1972.

## Varianter

### Breguet 761
Prototyp med fyra 1.190 kW (1.590 hk) SNECMA 14R-24 radiella motorer, en byggd.

### Breguet 761S

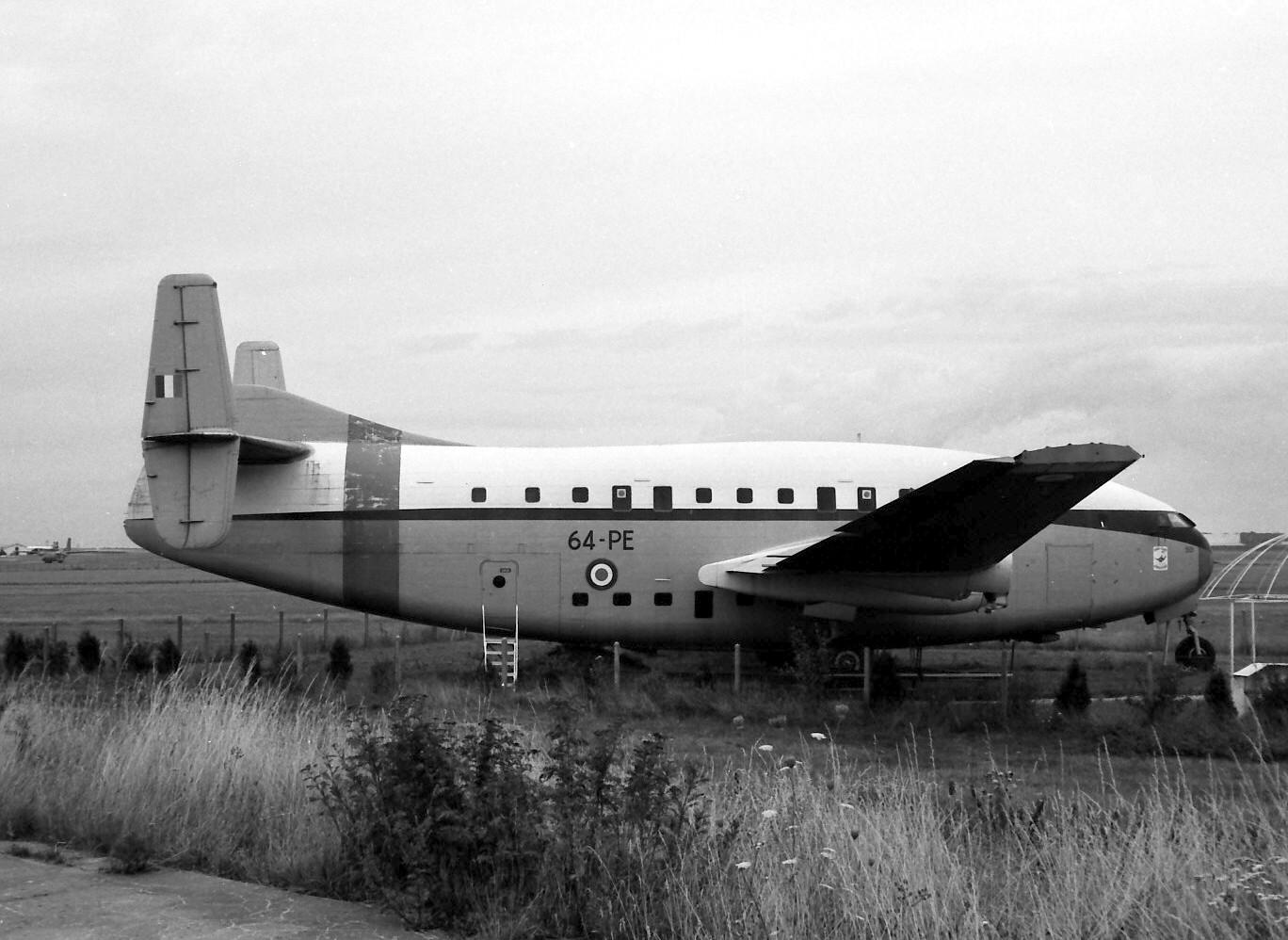
Breguet 765 Sahara tillhörande Frankrikes flygvapen på Évreux flygplats, 1982.

Förproduktionsflygplan, drivet av fyra 1.600 kW (2.100 hk) Pratt & Whitney R-2800-B31-motorer; tre byggda.

### Breguet 763 Provence
Produktionsflygplan för Air France, drivet av fyra 1800 kW (2400 hk) Pratt & Whitney R-2800-CA18-motorer; tolv byggda.

### Breguet 764
Föreslagen prototyp, 761 skulle konverteras men projektet övergavs.

### Breguet 765 Sahara
Fraktversion för det franska flygvapnet, drivet av fyra 1.900 kW (2.500 hk) Pratt & Whitney R-2800-CB17 motorer; fyra byggda.

## Operatörer
Frankrike
- Air France
- Frankrikes flygvapen
- Frankrikes flotta

 Frankrike
- Air Algérie (då Algeriet var en del av Frankrike)

 Storbritannien
- Silver City Airways (hyrd 1953)